# The Oval
The Oval, chamado também de Kia Oval por razões de patrocínio, denominado antigamente por Kennington Oval, é um estádio de críquete localizado em Kennington, Lambeth, Inglaterra. O estádio, inaugurado em 1845, tem uma capacidade para 23 500 espetadores. Anteriormente foi usado para partidas de futebol.